# Pupilla muscorum
Pupilla muscorum е вид коремоного от семейство Pupillidae.

## Разпространение
Видът е разпространен в Австрия, Андора, Белгия, Босна и Херцеговина, България, Великобритания (Северна Ирландия), Германия, Гърция, Дания, Естония, Ирландия, Испания, Италия (Сицилия), Латвия, Литва, Лихтенщайн, Люксембург, Молдова, Нидерландия, Норвегия, Полша, Португалия, Северна Македония, Румъния, Русия (Калининград), Словакия, Словения, Украйна, Унгария, Финландия, Франция, Хърватия, Чехия, Швейцария и Швеция.